# Ширшов, Анатолий Илларионович
Анато́лий Илларио́нович Ширшо́в (8 августа 1921 — 28 февраля 1981) — советский учёный, математик; член-корреспондент АН СССР (1964).

## Биография
В 1939 году окончил среднюю школу в Алейске Алтайского края и в том же году поступил в Томский университет. После первого курса перевёлся на заочное обучение и работал учителем математики в Алейске (впоследствии одна из улиц Алейска названа в честь Ширшова).

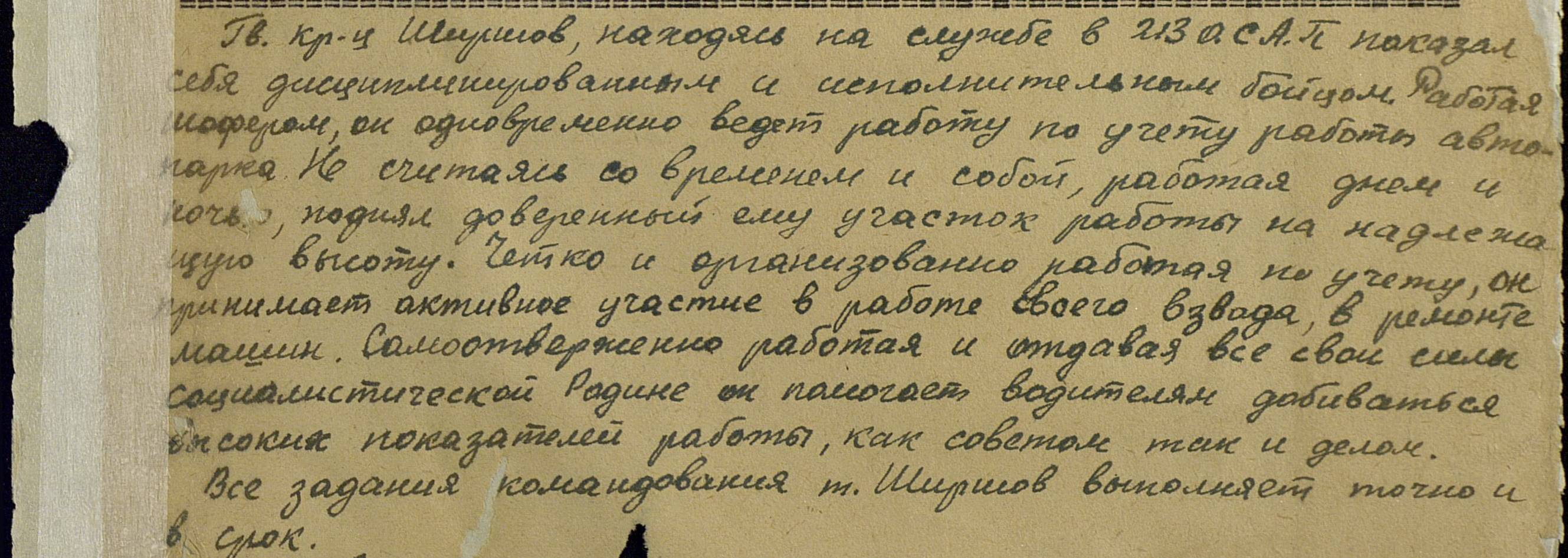
Выписка из приказа о награждении с описанием заслуг

В 1942 году добровольцем ушёл на фронт в составе 6-го стрелкового корпуса добровольцев-сибиряков, воевал на Западном, Калининском, 2-м Белорусском фронтах, шофёр авиационного полка, гвардии рядовой. Был награждён медалью «За боевые заслуги».
С 1946 года работал в Станично-луганской средней школе Ворошиловградской области и учился на заочном отделении Ворошиловградского пединститута, который окончил в 1949 году. В 1950 году был принят в аспирантуру механико-математического факультета Московского государственного университета (МГУ), его научным руководителем стал Александр Курош, с этого момента началась его научная деятельность, которая до 1960 года проходила в стенах МГУ. Кандидат физико-математических наук (1953).
В 1958 году защитил докторскую диссертацию по алгебре.
С 1960 года и до последних дней работал в Институте математики СО АН СССР, будучи одновременно профессором Новосибирского университета. С 1960 года по 1974 год был заместителем директора Института математики, являлся заведующим отделом теории колец.
26 июня 1964 года был избран членом-корреспондентом АН СССР по Отделению математики.
Награждён тремя орденами Трудового Красного Знамени, медалями.

Мемориальная доска в Новосибирске

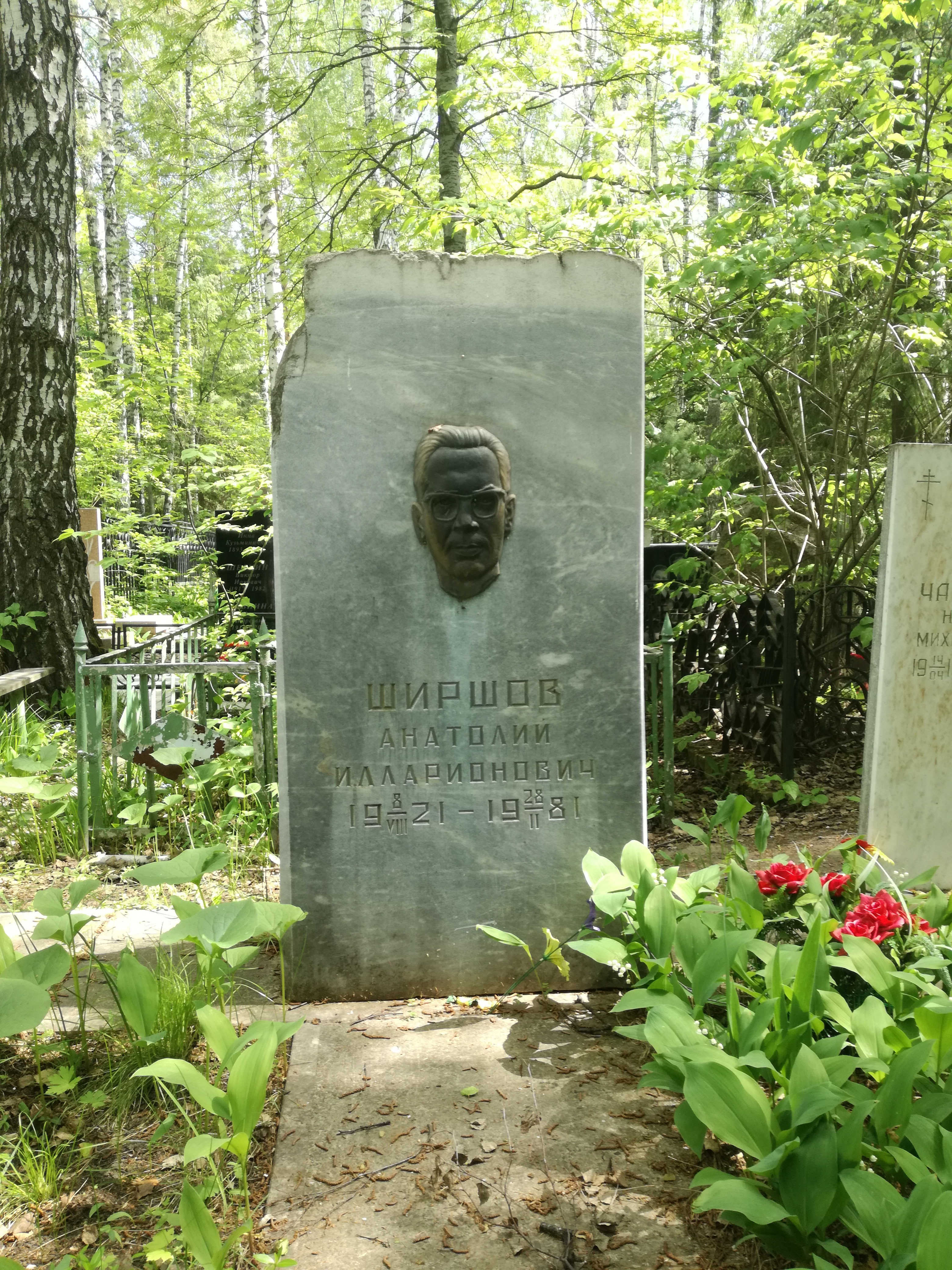
Могила на Южном кладбище Новосибирска

Похоронен на Южном кладбище Новосибирска.

## Научная деятельность
Основные научные труды посвящены алгебре, математической логике, теории чисел, проективной геометрии. Внёс решающий личный вклад в создание и оформление одного из актуальных направлений современной алгебры — теории колец, близких к ассоциативным. Получил важные результаты в теории ассоциативных колец, теории альтернативных и йордановых колец, теории алгоритмических проблем алгебры. В частности, в 1953 году доказал, что любая подалгебра свободной алгебры Ли сама является свободной (теорема Ширшова — Витта), а в 1962 году установил алгебраическую разрешимость проблемы равенства для алгебр Ли с одним соотношением.
Много лет вёл большую преподавательскую работу в Новосибирском государственном университете. Под его руководством было защищено большое количество кандидатских диссертаций, пять его учеников стали докторами наук. Являлся членом ряда учёных советов и редакционных коллегий («Сибирский математический журнал», «Квант», «Алгебра и логика»), входил в бюро Отделения математики АН СССР, Национальный комитет советских математиков.

## Личные качества
По воспоминаниям его ученика Виктора Латышева, был чрезвычайно скромным человеком, искренне преданным науке. Любил поэзию и фантастику, знал наизусть почти все произведения Есенина.
За свою общественную позицию имел и обвинения в антисемитизме, и свидетельства осуждения им «антисемитских выходок».

## Из библиографии
- Кольца и алгебры : Избр. тр. / А. И. Ширшов; отв. ред. С. Л. Соболев. — М. : Наука, 1984. — 144 с. : ил., 1 л. портр.; 24 см.
- Алгебраическая теория проективных плоскостей : Учеб. пособие / А. И. Ширшов, А. А. Никитин. — Новосибирск : НГУ, 1987. — 81,[2] с.; 20 см. — (Сер. «Б-ка каф. алгебры и мат. логики Новосиб. ун-та» Вып. 21).

Редакторская деятельность
- Избранные вопросы алгебры и логики : Сборник, посвящ. памяти А. И. Мальцева / [Ред. коллегия: … А. И. Ширшов (гл. ред.) [и др.] ; АН СССР. Сиб. отд-ние. Ин-т математики. — Новосибирск : Наука. Сиб. отд-ние, 1973. — 339 с. : ил.; 22 см.